# Escòlex

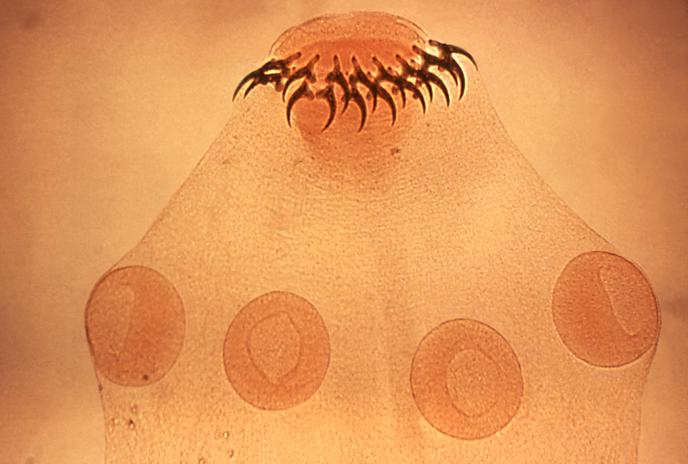
Escòlex d'una Taenia solium amb quatre ventoses i rostel amb garfis

Escòlex és la porció cefàlica dels paràsits membres adults de la classe Cestoda. A l'escòlex, es troben ventoses o ganxos (depenent de l'espècie), que li permeten adherir-se a la mucosa de l'intestí del seu hoste.  Totes les tenies tenen escòlex, així com d'altres cucs d'importància per a l'home, com els del gènere Hymenolepis.

## Morfologia
L'escòlex té diverses formes depenent de l'organisme. Algunes el tenen de forma ovalada, altres quadrangular o piriforme. Als elements en l'escòlex que permeten l'adhesió del paràsit a l'intestí se'ls diu ventoses i generalment hi ha quatre.
Al mig de l'escòlex, alguns cucs tenen una protuberància mitjana anomenada rostel o rostelum, que pot ser retràctil -com la d'Hymenolepis nana- i estar "armada" amb una corona d'una o diverses fileres de ganxos o aculis gruixuts, -com en el cas de la Taenia solium-, però també no tenir ganxos com Hymenolepis diminuta i Taenia saginata, de manera que es diuen "inermes".
En general la mida d'un escòlex comú és de 2 mm, tot i que el paràsit mesuri diversos metres. Seguit de l'escòlex continua el coll, més curt i prim, que és el punt on comença el creixement de la resta del cos del cuc, anomenat "estròbil".

## Utilització a diagnòstic
L'escòlex té gran utilitat en el laboratori clínic, ja que és un dels factors que permet distingir una espècie de cestode d'una altra, en particular les que pertanyen al mateix gènere. La seva forma ajuda a diferenciar una infecció per H. diminuta de la d'una H. nana o la de T. saginata de la de T. solium. És una gran eina diagnòstica juntament amb les dissemblances de grandària, coll i estròbils que caracteritzen cada espècie. No obstant això, pel fet que l'escòlex està enterrat a la mucosa de la paret intestinal, poques vegades és expulsat amb els excrements, fent que el diagnòstic del laboratori estigui gairebé sempre basat en trobar i distingir els  ous de la regió anal del hoste o restes de proglotis (segments del cuc) lliures en el bol fecal.